# Грамматика кхмерского языка
Данная статья описывает грамматику стандартного диалекта кхмерского языка.

## Порядок слов
Кхмерский язык имеет типологию SVO (субъект — предикат — объект) с предлогами. Язык преимущественно изолирующий, поэтому значение сильно зависит от порядка слов в предложении.

## Существительные
Существительное не имеет грамматического рода и не различается по числам. Множественность может обозначаться с помощью частиц-послелогов, числительных, или с помощью удвоения прилагательного. Удвоение прилагательного также служит для обозначения интенсификации признака:
ឆ្កែធំ /cʰkae tʰom/ (собака + большой) = большая собака
ឆ្កែធំៗ /cʰkae tʰom tʰom/ (собака + большой + большой) = большие собаки или очень большая собака
ឆ្កែបី /cʰkae ɓəj/ (собака + три) = три собаки
ឆ្កែខ្លះ /cʰkae kʰlah/ (собака + некоторый) = некоторые собаки

### Счетные слова (классификаторы)
В кхмерском языке существуют счетные слова — классификаторы для существительных, однако их употребление не всегда обязательно в отличие от, например, в тайского языка; исключение составляют вводные обороты. Они используются для ясности или в формальной речи. Числительное предшествует классификатору.
សត្វក្របីពីរ /sat krɑbəy piː/ (животное + буйвол + два) = два буйвола
សត្វក្របីពីរក្បាល /sat krɑbəy piː kɓaːl/ (животное + буйвол + два + голова (классификатор для животных)) = два буйвола («две головы буйвола»)

## Числительные

### Количественные числительные
В кхмерском языке количественное числительное следует за существительным.
សៀវភៅបួន /siəw pʰɨw ɓuən/ (книга + четыре) = четыре книги
Исключение составляют существительные, которые обозначают время, такие как часы или дни, единицы измерения и денежные единицы, которые функционируют как классификаторы, без явного обозначения, что именно они «классифицируют». Обращение порядка слов может привести к изменению значения, например:
បីម៉ោង /ɓəj maoŋ/ (три + час) = три часа (отрезок времени), но
ម៉ោងបី /maoŋ ɓəj/ (час + три) = три часа (момент во времени)
Следующий пример иллюстрирует излишнее упоминание «классифицируемого»:
បីរៀល /ɓəj riəl/ (три + риель) = три риели
លុយបីរៀល /luj ɓəj riəl/ (деньги + три + риель) = три риели («три риели денег»)

### Порядковые числительные
В кхмерском языке порядковые числительные регулярно образуются аналитически от количественных числительных при помощи морфемы ទី /tiː/ , помещаемой перед числительным:
ពីរ /piː/ «два» — ទីពីរ /tiː piː/ «второй»

## Местоимения

### Указательные местоимения
В кхмерском языке указательные местоимения следуют за определяемым существительным. В стандартном языке существует две степени удаленности. Указательные местоимения могут функционировать в роли артикля, но только после вводных оборотов.
| Местоимение | Формы     | Значение       |
| ----------- | --------- | -------------- |
| នេះ (nih)     | ហ្នឹង (nəŋ) | это, этот, эта |
| នោះ (nuh)     | ហ្នុង (noŋ) | то, тот, та    |

### Личные местоимения
Система личных местоимений сложна, и употребление того или иного слова зависит от возраста, пола и социальных отношений говорящих. Существительные, обозначающие людей, такие как «брат», «дядя», могут употребляться в качестве личных местоимений даже при прямом обращении к собеседнику.

## Прилагательные
Прилагательное в кхмерском языке следует за существительным; удвоение прилагательного имеет функцию обозначения множественности или усиления признака. Прилагательное следует за глаголом в том случае, если оно функционирует в качестве наречия. Прилагательные в кхмерском языке фактически являются глаголами состояния, то есть предикативами, а не именами. Они не могут сочетаться с глагольной связкой и могут самостоятельно отрицаться.

## Глаголы
Глаголы в кхмерском языке не изменяются: время и вид выражаются либо частицами, либо наречиями, либо понимаются по контексту. Глаголы могут постпозитивно выполнять функцию определения:
សៀវភៅសរសេរ /siəw ˈpʰɨw sɑˈseː/ (книга / тетрадь + писать) = тетрадь («книга для того, чтобы писать»)

### Отрицание
Глагольное отрицание выражается при помощи частицы /min/ перед глаголом и /teː/ в конце предложения или фразы. В обычной речи глаголы могут отрицаться без конечной частицы при помощи частицы /ʔɐt/ перед глаголом.
ខ្ញុំជឿ /kʰɲom cɨə/ — я верю
ខ្ញុំមិនជឿទេ /kʰɲom min cɨə teː/ — я не верю
ខ្ញុំឥតជឿ /kʰɲom ʔɐt cɨə/ — я не верю

### Категория вида и времени
Глаголы в кхмерском языке не изменяются: время и вид выражаются либо частицами, либо наречиями времени, либо понимаются по контексту.
Аналитические формы со значением вида и времени образуются при помощи частиц
បាន /ɓaːn/, នូវ /nəw/ и នឹង /nɨŋ/.
Частица បាន /ɓaːn/ указывает на завершенность действия в прошлом или будущем, частица នូវ /nəw/ обозначает длительное действие или состояние, частица នឹង /nɨŋ/ указывает на действие в ближайшем будущем.